# Neotaphos rachelis
Neotaphos rachelis är en skalbaggsart som beskrevs av Fisher 1936. Neotaphos rachelis ingår i släktet Neotaphos och familjen långhorningar. Inga underarter finns listade i Catalogue of Life.